# 李邵固
李邵固（？—730年），又作李召固，是契丹大贺氏首领，唐朝松漠都督府都督。
他是窟哥的孙子，李吐于的弟弟（一作李尽忠的弟弟）。开元十三年（725年），李吐于携燕郡公主投奔唐朝内地，可突于立李邵固为主，承唐封松漠郡王。当年冬天，唐玄宗东巡封禅泰山，李邵固到达玄宗行在之所，跟随到泰山之下。次年，唐玄宗拜李邵固左羽林军员外大将军、静析军经略大使，改封广化郡王，又封皇从外甥女陈氏为东华公主（一作东光公主），嫁给李邵固。李邵固是第五个迎娶唐朝公主的契丹首领，东华公主是第三个嫁给契丹的唐朝公主。又下诏给其部酋长百馀人封官，李邵固以子入侍朝廷。李邵固回到松漠，派遣静析军副使可突于入朝，贡献方物，中书侍郎李元纮不礼遇他，可突于不高兴地回去了。左丞相张说对人说：“奚和契丹两蕃必然叛乱。可突于人面兽心，唯利是图，执掌契丹国政，人心归附，如果不以优厚的礼节待他，必不来矣！”开元十四年（726年），先后遣大首领李阔池、刺史普固都、刺史出利等赴唐。开元十五年（727年），又相继派遣子诺括、大首领承嗣赴唐献方物。赴唐使臣不断，密切了与唐的关系。开元十八年（730年）五月，可突于杀李邵固，立遥辇屈列为王，率部落并裹胁奚族投降突厥，东华公主逃跑投靠平卢军。